# Molophilus variispinus
Molophilus variispinus är en tvåvingeart som beskrevs av Jaroslav Stary 1971. Molophilus variispinus ingår i släktet Molophilus och familjen småharkrankar. Inga underarter finns listade i Catalogue of Life.